# Listă de dramaturgi kirghizi
Aceasta este o listă de dramaturgi kirghizi în ordine alfabetică:

## C
- Nikolai Simonovici Cekmeniov (Николай Симонович Чекменёв, 1905 - 1961)

## K
- Janiș Kulmambetov (Жаныш Кулмамбетов; 1955 - )

## Vezi și
- Listă de piese de teatru kirghize
- Listă de scriitori kirghizi
- Listă de dramaturgi